# Sharon Freeman
Ahnee Sharon Freeman est une pianiste de jazz, corniste et arrangeuse.

## Biographie
Sharon Freeman joue du cor dans l'album d'opéra jazz Escalator over the Hill, l'album de Carla Bley, édité en 1973.  Depuis 1982, elle est membre du Liberation Music Orchestra (en) de Charlie Haden, dont elle est actuellement directrice musicale. En 1983, elle rejoint le Holiday Jazz Suite sur un morceau de musique jazz de Noël. 
Freeman a également travaillé et enregistré avec d'autres musiciens de jazz tels que Frank Foster, Charles Mingus, Don Cherry, Muhal Richard Abrams, David Murray, et Lionel Hampton. Elle est également directrice musicale de Don Pullen et du 360 Musical Experience de Beaver Harris . 
Sharon Freeman est nommée pour un Grammy pour son arrangement de Monk's Mood pour cinq cors français et section rythmique dans l'album de Hal Willner, That's The Way I Feel Now, d'A&M Records, édité en 1984.  
Sharon Freeman participe comme corniste à l'album de jazz Dream Keeper du bassiste Charlie Haden enregistré en 1990 et sorti chez Blue Note Records. L'album est nommé pour un Grammy award et est élu "album jazz de l'année" dans le sondage des critiques du magazine Down Beat en 1991. 
Sharon Freeman rejoint à leur demande le Jazz Composer's Orchestra, le Brooklyn Philharmonic et le Harlem Piano Trio. Elle est citée par le Jazz Times comme la meilleure corniste du jazz. Elle dirige également les UJC Big Apple Jazzwomen, un sextuor féminin composé de Jean Davis (trompette), Linda Neel (trombone), Erica Lindsay (saxophone), Sarah Hommel (batterie) et Melissa Slocum (basse). 
Sharon Freeman est membre du corps professoral du College of Technology de la ville de New York. 
Elle participe à l'album de jazz Not in Our Name du Liberation Music Orchestra contre la guerre d'Irak

## Discographie
Avec Carla Bley
- Escalator over the Hill (JCOA, 1968–71) [6]

Avec Don Cherry et le Jazz Composer's Orchestra
- Relativity Suite (1973)

Avec Gil Evans
- Svengali (Atlantic, 1973) [7]

Avec George Gruntz
- First Prize (Enja, 1989)

Avec Charlie Haden
- The Ballad of the Fallen  (ECM, 1982) [8]
- The Montreal Tapes: Liberation Music Orchestra (Verve, 1989 [1999])
- Not in Our Name  (Verve, 2004) [9]

Avec Warren Smith
- Composers Workshop Ensemble (Claves, 1968-1982) [10]

Avec Charles Sullivan
- Genesis (Strata-East, 1974)